# Skanör
Skanör est une petite ville de Suède, située à l'extrême sud de la Scanie et qui fait partie de la localité regroupée de Skanör med Falsterbo. Elle a obtenu les privilèges de ville au XIIIe siècle.
La tradition du marché aux harengs du 1er week-end de juillet sur le port remonte à 1968 et attire des visiteurs de toute la province. Skanör est connu également pour l'élevage des oies.

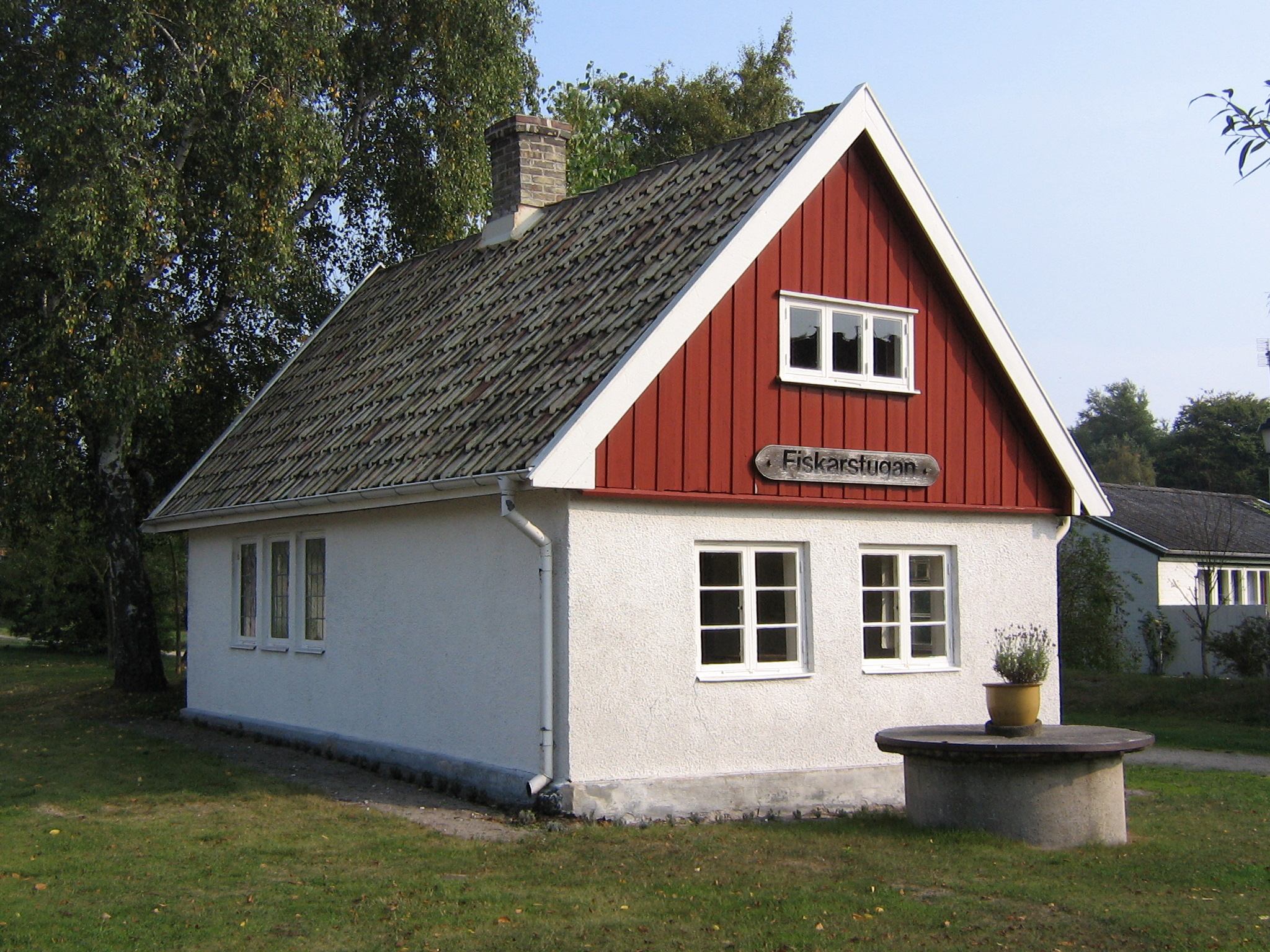
Ancienne maison de pêcheur à Skanör.
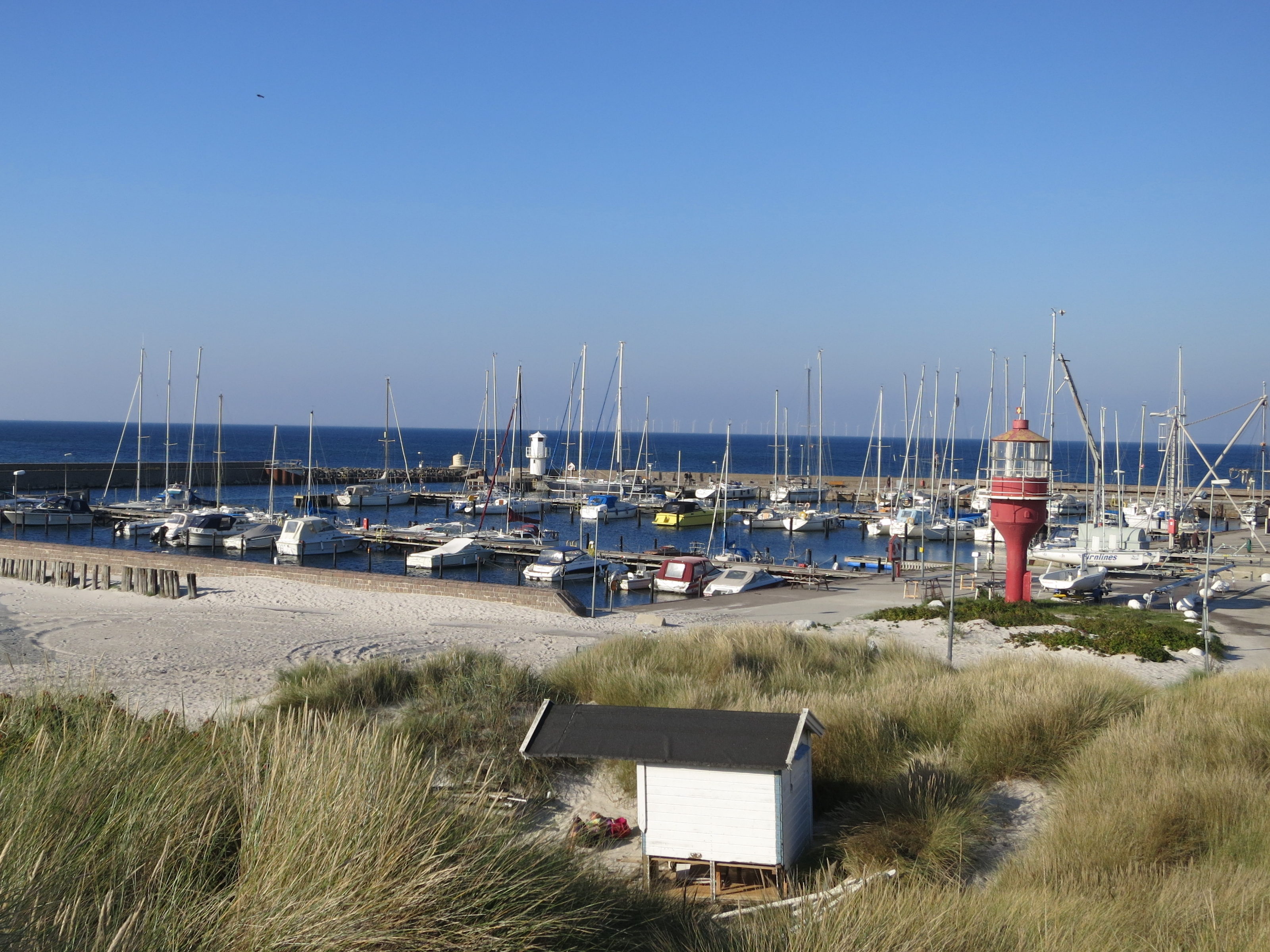
Port.
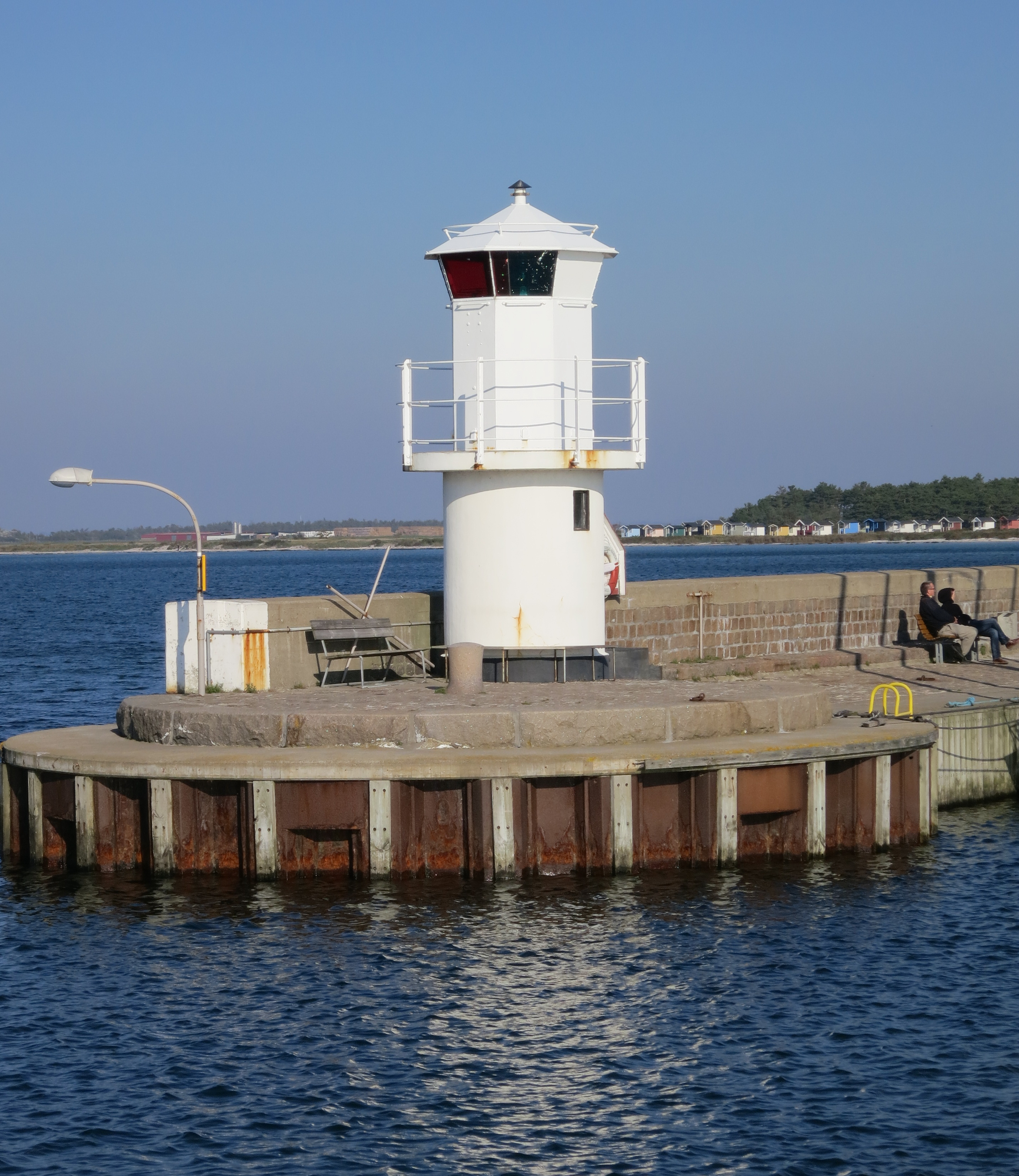
Phare.
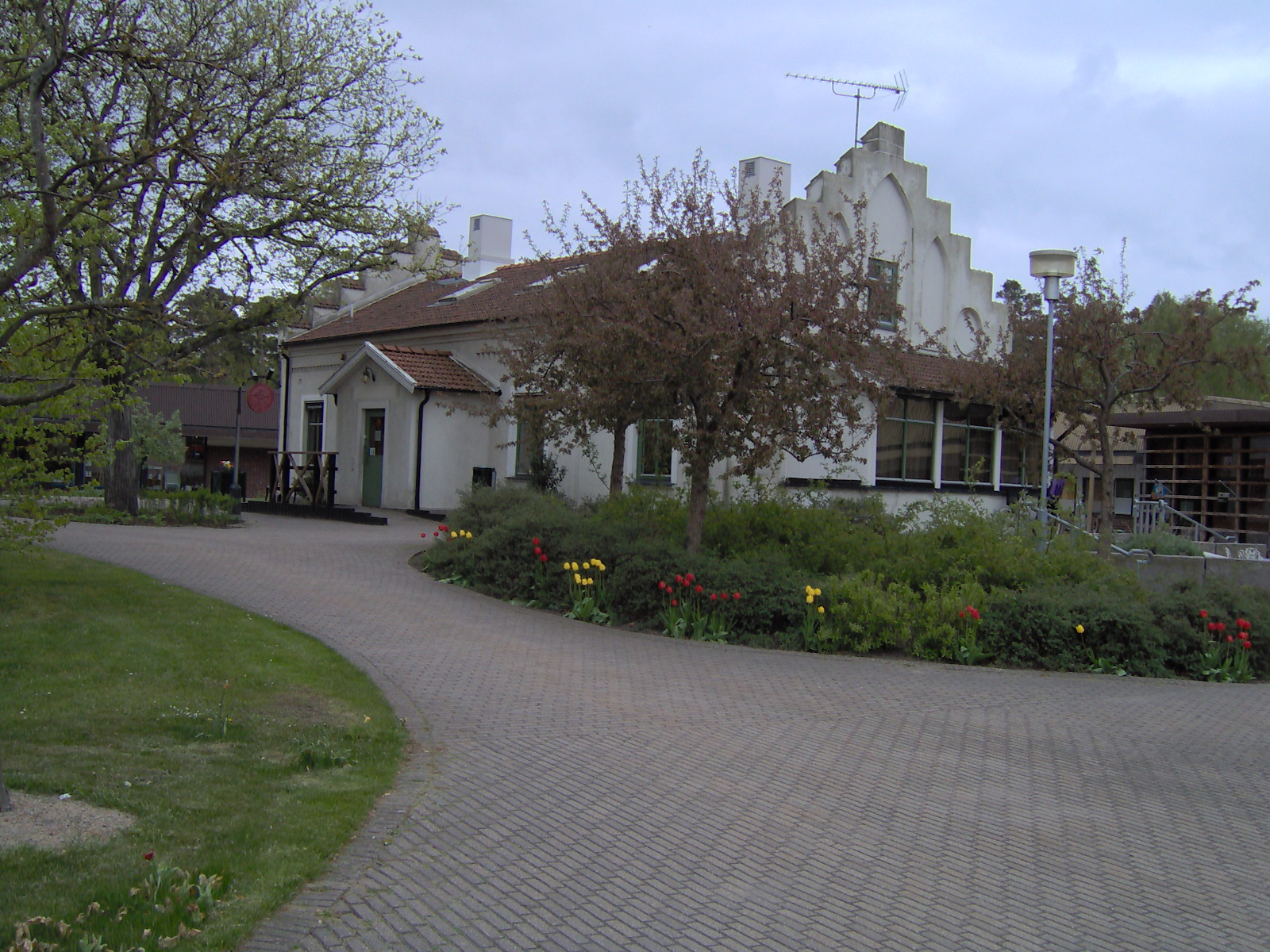
Gare.
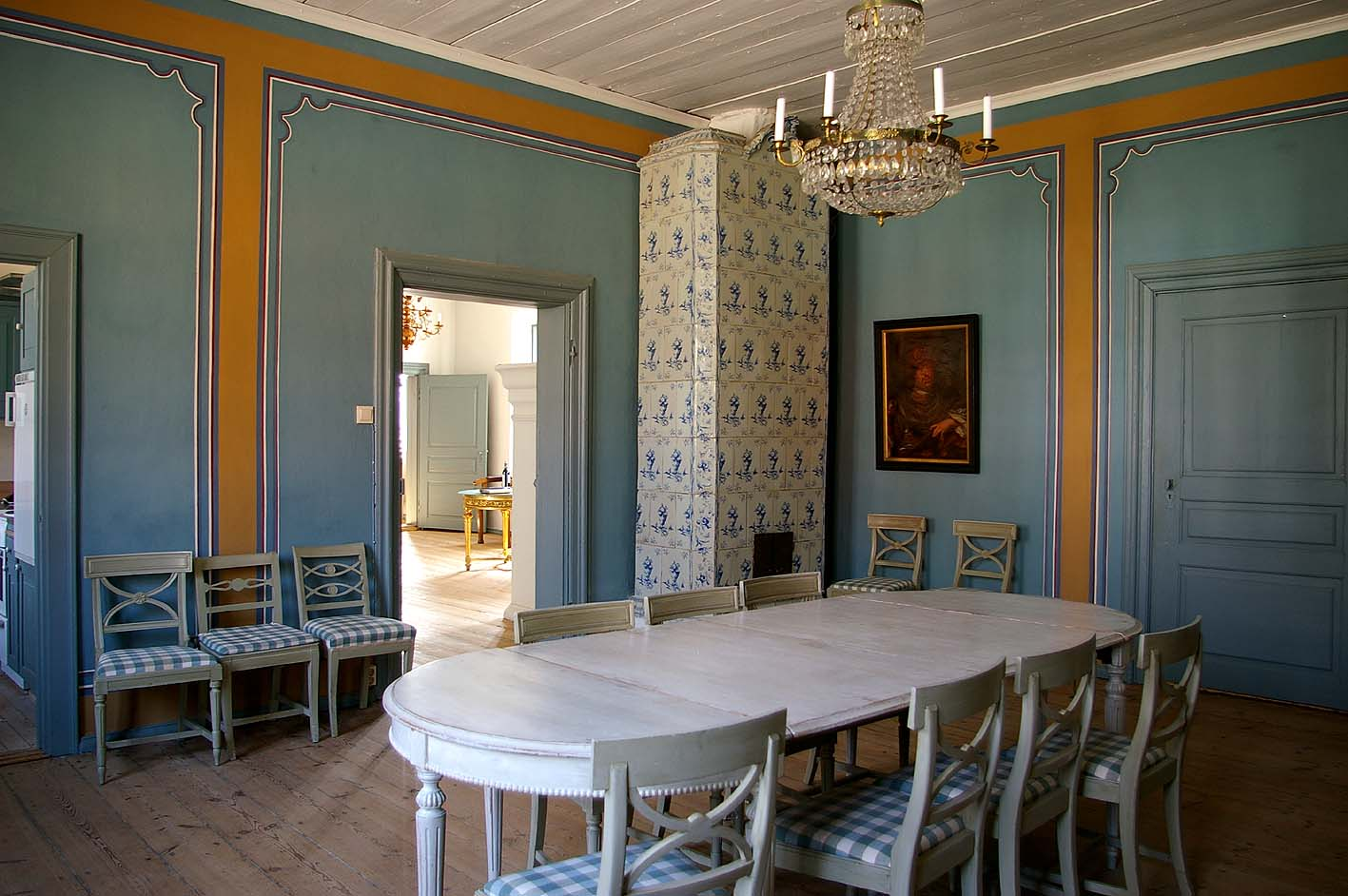
Décor du XVIIIe siècle à l'hôtel de ville.
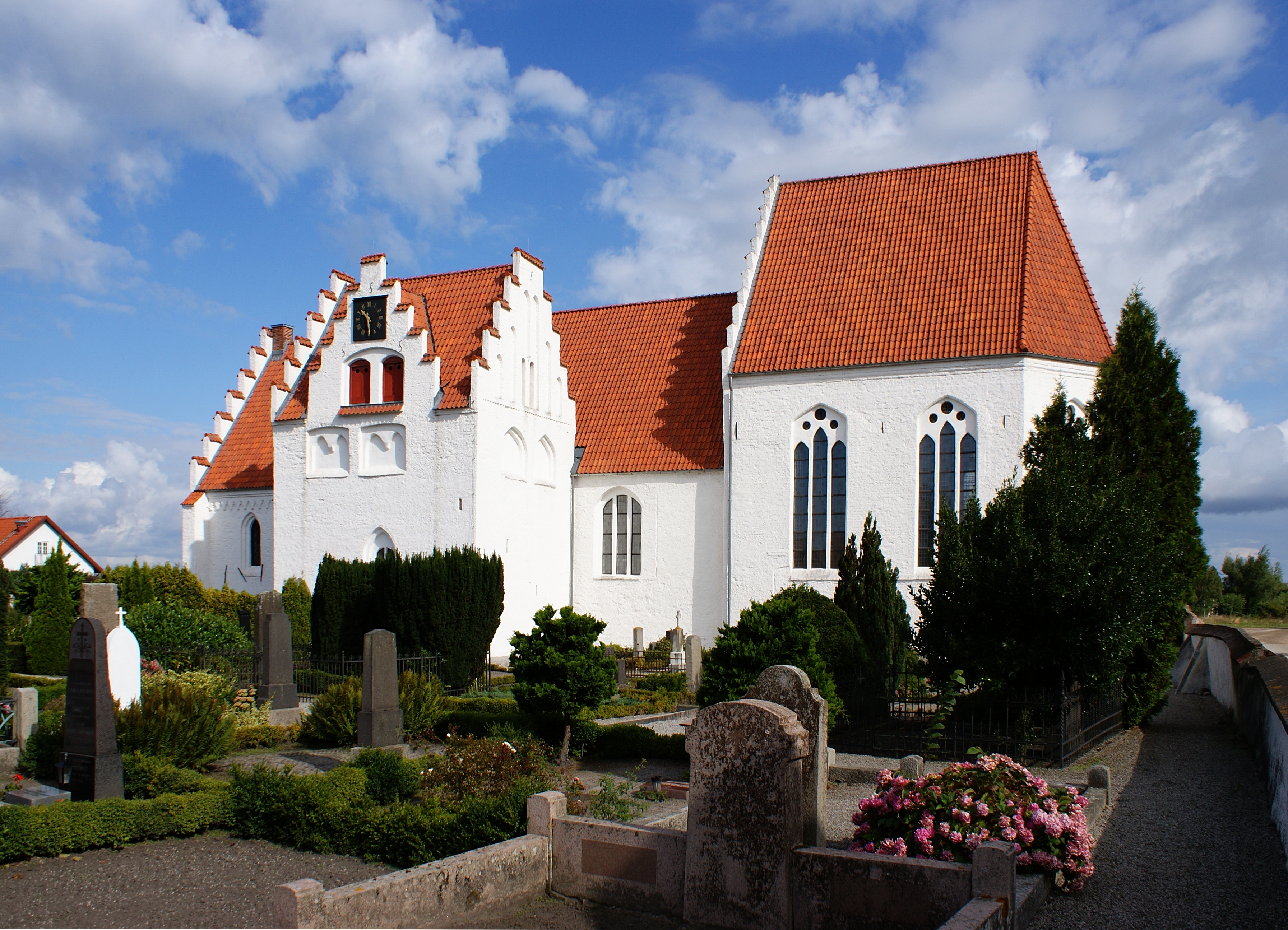
Église gothique Saint-Olof.
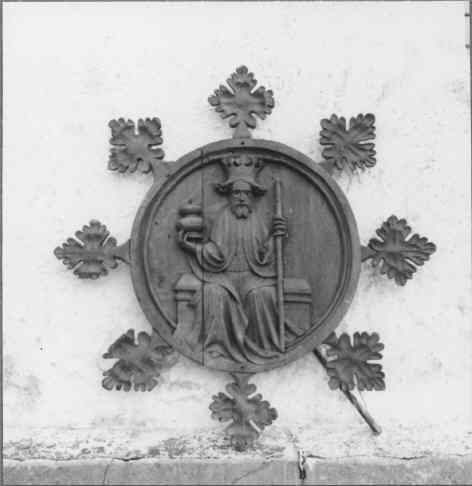
Un des panneaux sculptés de l'église.
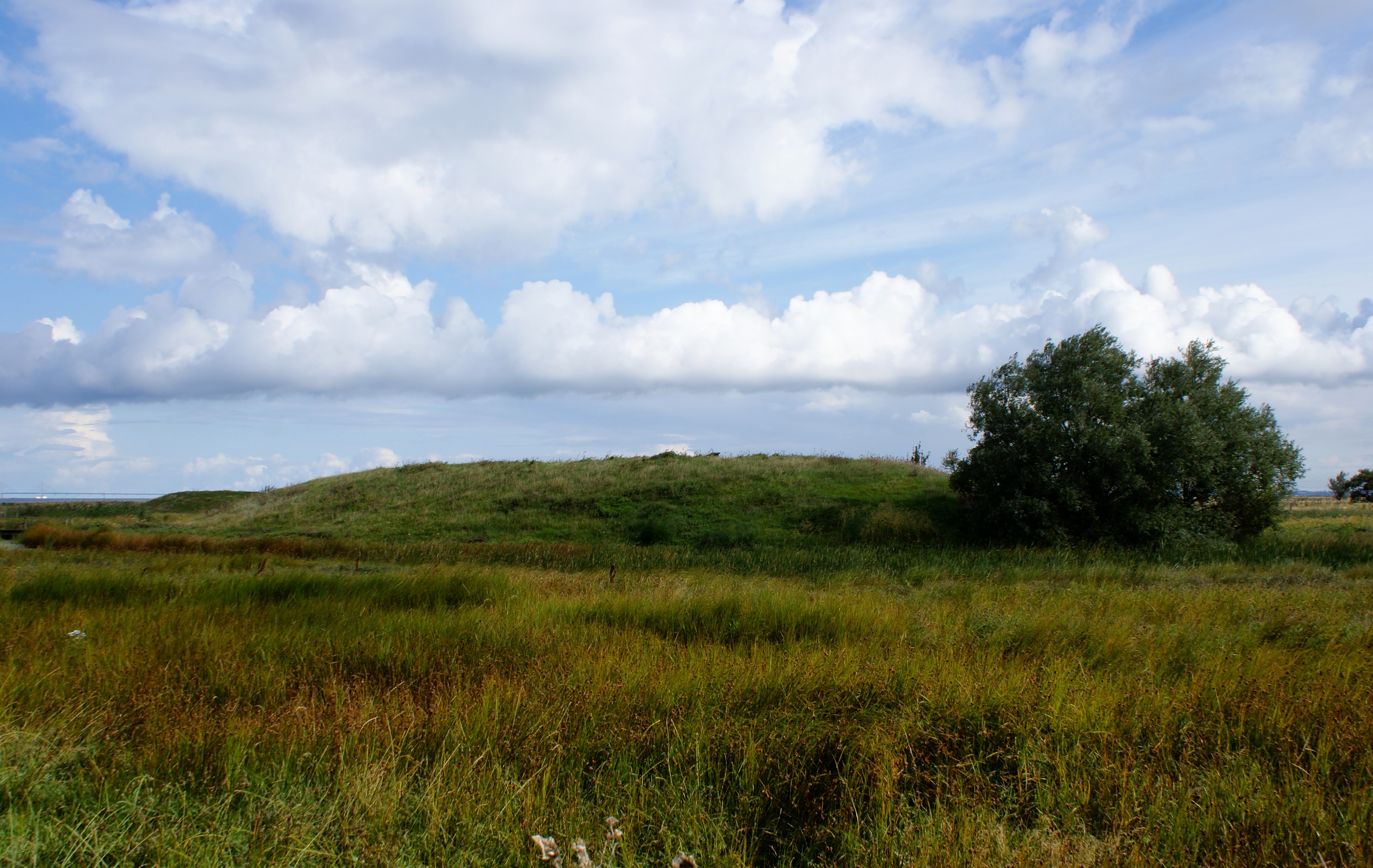
Ruines du château fort de Skanör entouré d'un fossé.
Château fort et harengs sur le blason de Skanör med Falsterbo.